# Bartolomeo Manfredi
Bartolommeo Manfredi, född 1582 i Mantua, död 12 december 1622 i Rom, var en italiensk barockmålare, efterföljare till Caravaggio.
Manfredis måleri utövade stort inflytande på Utrechtskolan.